# Edouard Michaud
Joseph Georges Edouard Michaud MAfr (ur. 14 września 1884 w Sainte-Anne-de-Bellevue, zm. 18 czerwca 1945) – kanadyjski duchowny katolicki, wikariusz apostolski Ugandy.